# Julius Bab

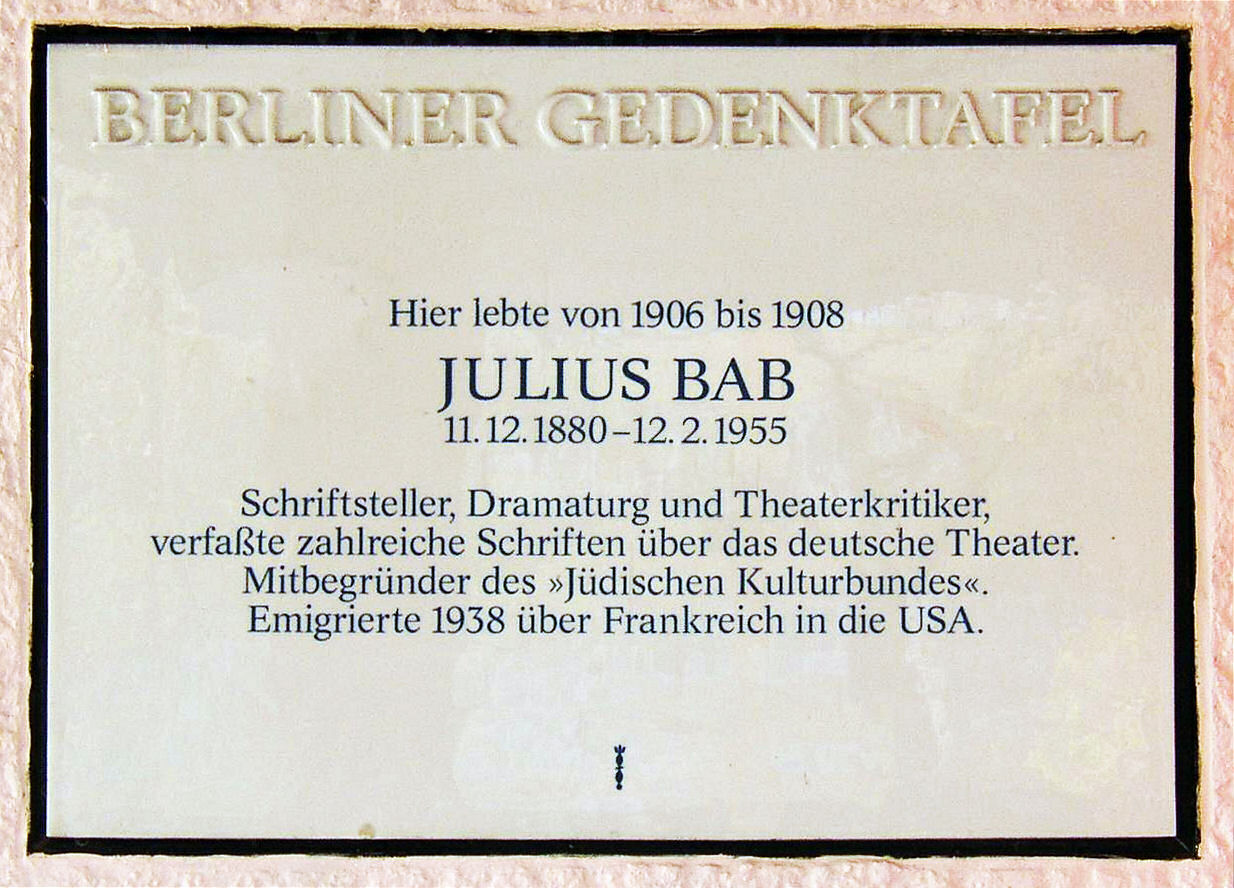
Tablica pamiatkowa w Berlinie

Julius Bab (ur. 11 grudnia 1880 w Berlinie – zm. 12 lutego 1955 w Nowym Jorku) – niemiecki historyk i krytyk teatralny, dramatopisarz, wydał m.in.  Die Chronik des deutschen Dramas, Teatr współczesny, monografie niemieckich aktorów. W 1938 roku wyemigrował najpierw do Francji, a następnie do Stanów Zjednoczonych Ameryki.